# Tuffi ai XIX Giochi panamericani
Le competizioni di tuffi ai XIX Giochi panamericani hanno avuto luogo al Centro Acuático Panamericano di Santiago del Cile, in Cile, dal 20 al 25 ottobre 2023. I vincitori delle gare in programma dai 3 metri e dai 10 metri, se non già qualificati, daranno un posto ai loro paesi di appartenenza per i Giochi olimpici del 2024 di Parigi.

## Risultati

### Uomini
| Evento                     | Oro                                 | Perform. | Argento                                  | Perform. | Bronzo                                     | Perform. |
| Tuffi individuali          |                                     |          |                                          |          |                                            |          |
| Trampolino 1m (dettagli)   | Osmar Olvera                        | 424.70   | Jonathan Ruvalcaba                       | 384.90   | Luis Uribe                                 | 371.20   |
| Trampolino 3m (dettagli)   | Osmar Olvera                        | 536.15   | Luis Uribe                               | 444.25   | Jack Ryan                                  | 435.35   |
| Piattaforma 10m (dettagli) | Randal Willars                      | 479.40   | Nathan Zsombor-Murray                    | 476.15   | Kenny Zamudio                              | 451.60   |
| Tuffi sincronizzati        |                                     |          |                                          |          |                                            |          |
| Trampolino 3m (dettagli)   | Messico Rodrigo Diego Osmar Olvera  | 425.46   | Colombia Daniel Restrepo Luis Uribe      | 398.67   | Stati Uniti Tyler Downs Jack Ryan          | 368.64   |
| Piattaforma 10m (dettagli) | Messico Kevin Berlín Randal Willars | 419.94   | Canada Rylan Wiens Nathan Zsombor-Murray | 404.04   | Colombia Alejandro Solarte Sebastián Villa | 383.19   |

### Donne
| Evento                     | Oro                                       | Perform. | Argento                        | Perform. | Bronzo                                      | Perform. |
| Tuffi individuali          |                                           |          |                                |          |                                             |          |
| Trampolino 1m (dettagli)   | Pamela Ware                               | 280.25   | Mia Vallée                     | 272.30   | Hailey Hernandez                            | 261.75   |
| Trampolino 3m (dettagli)   | Pamela Ware                               | 342.75   | Arantxa Chávez                 | 336.35   | Krysta Palmer                               | 323.85   |
| Piattaforma 10m (dettagli) | Gabriela Agúndez                          | 361.55   | Alejandra Orozco               | 340.80   | Caeli McKay                                 | 335.65   |
| Tuffi sincronizzati        |                                           |          |                                |          |                                             |          |
| Trampolino 3m (dettagli)   | Messico Arantxa Chávez Paola Pineda       | 285.48   | Canada Mia Vallée Pamela Ware  | 280.65   | Stati Uniti Hailey Hernandez Jordan Skilken | 279.06   |
| Piattaforma 10m (dettagli) | Messico Gabriela Agúndez Alejandra Orozco | 315.42   | Canada Caeli McKay Kate Miller | 310.29   | Brasile Ingrid de Oliveira Giovanna Pedroso | 273.60   |

## Medagliere
| Posizione | Nazione         | Oro | Argento | Bronzo | Totale |
| --------- | --------------- | --- | ------- | ------ | ------ |
| 1         | Messico         | 8   | 2       | 1      | 11     |
| 2         | Canada          | 2   | 5       | 1      | 8      |
| 3         | Colombia        | 0   | 2       | 2      | 4      |
| 4         | Rep. Dominicana | 0   | 1       | 0      | 1      |
| 5         | Stati Uniti     | 0   | 0       | 5      | 5      |
| 6         | Brasile         | 0   | 0       | 1      | 1      |
| Totale    | Totale          | 10  | 10      | 10     | 30     |